# Conospermum

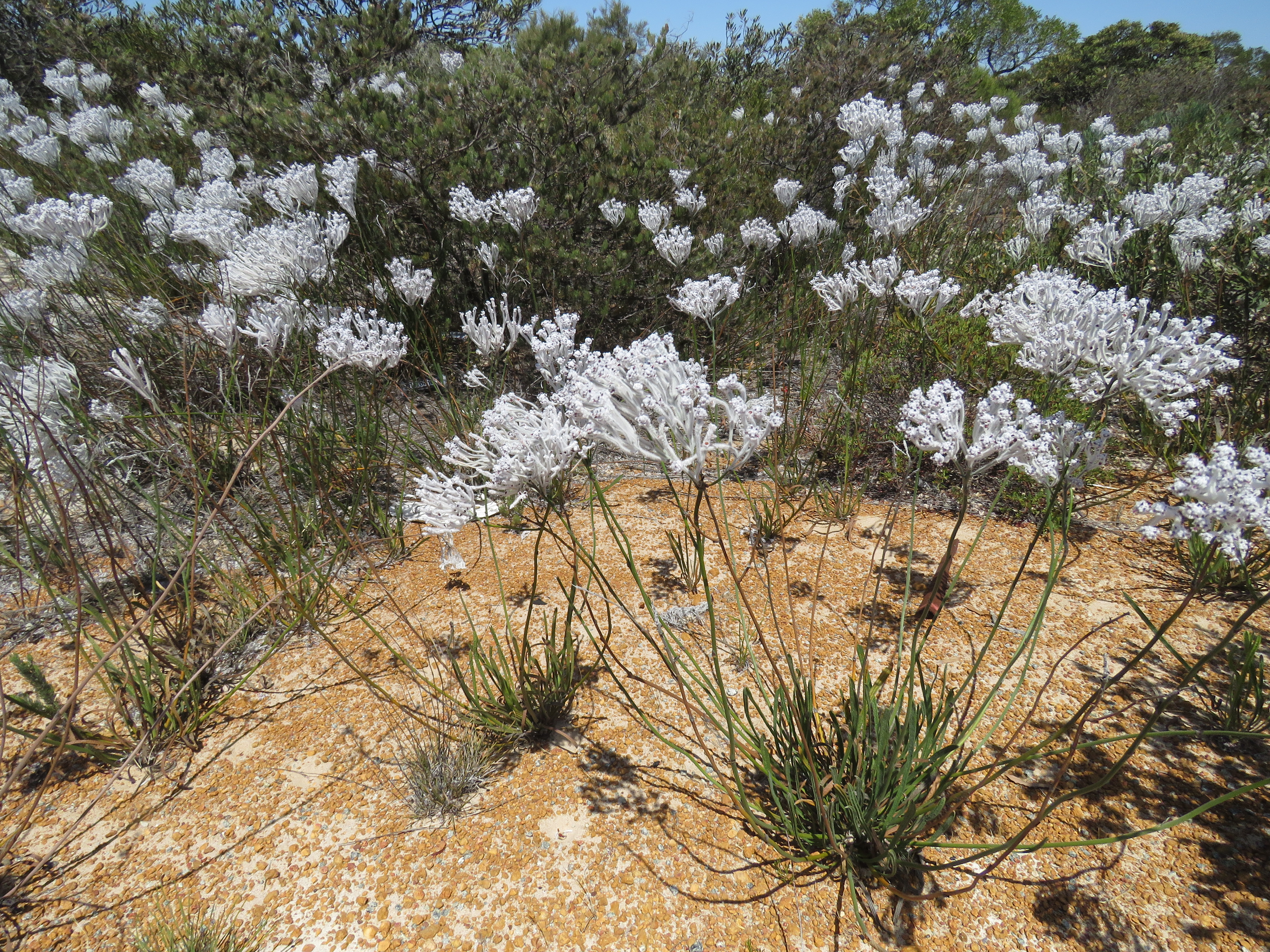
Conospermum crassinervium

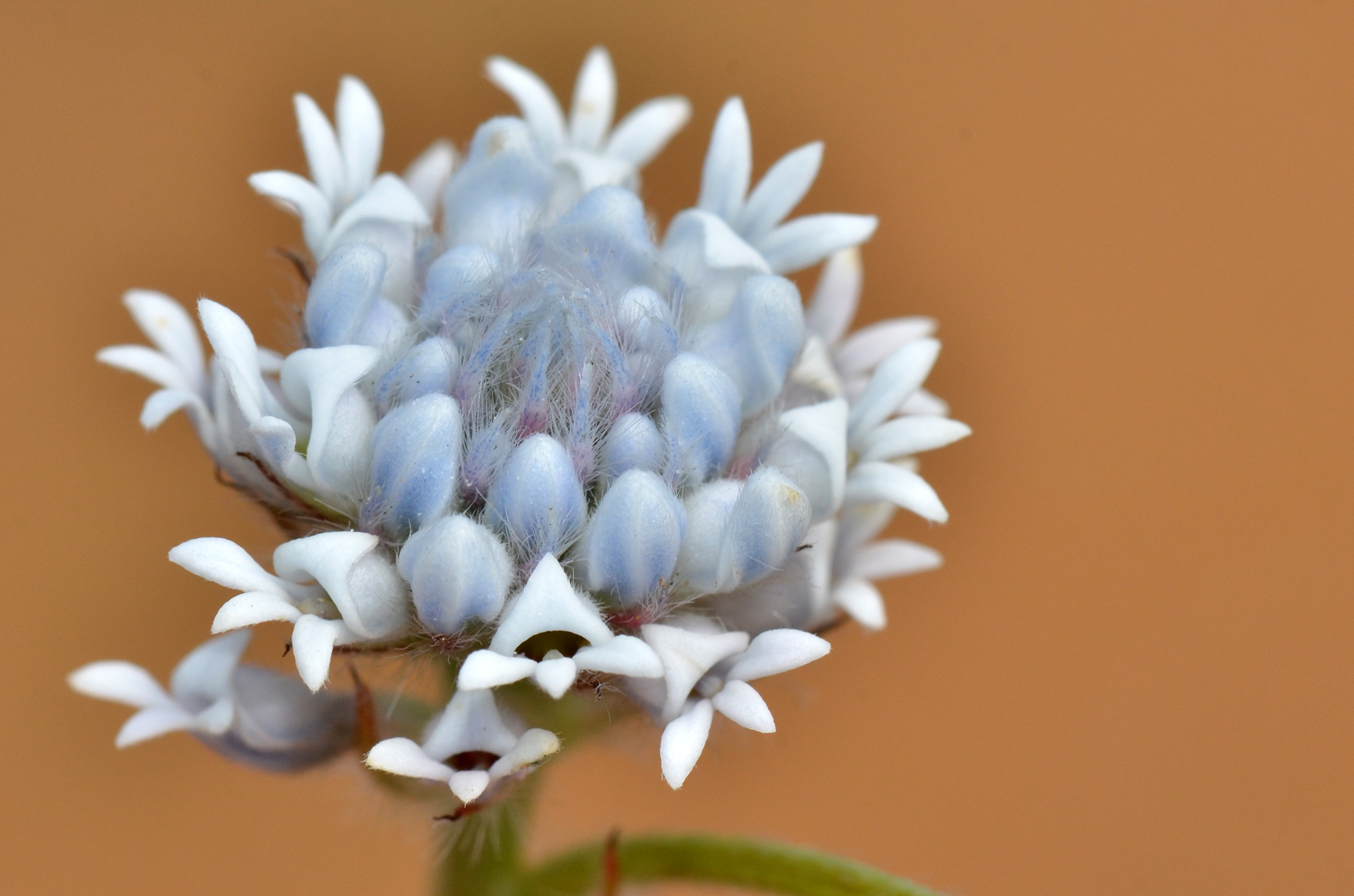
Conospermum densiflorum

Conospermum Sm. – rodzaj roślin z rodziny srebrnikowatych (Proteaceae). Obejmuje co najmniej 53 gatunki występujące endemicznie w południowo-zachodniej Australii.

## Etymologia
Nazwa rodzajowa pochodzi z języka greckiego i oznacza stożek („cono”) i nasiono („spermum”). Nazwa ta odnosi się do kształtu nasiona tego rodzaju.

## Morfologia

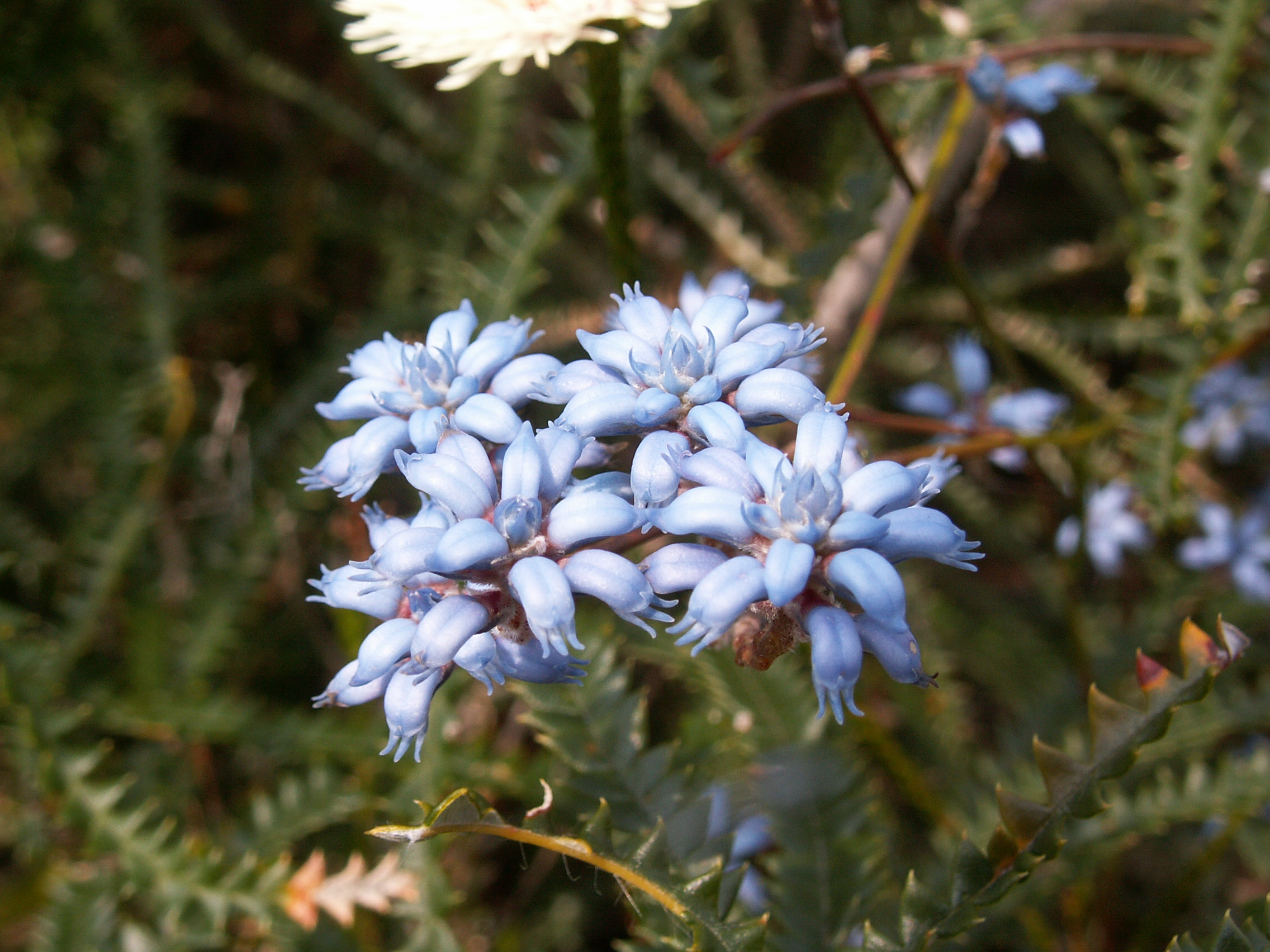
Conospermum caeruleum

PokrójMałe drzewo lub krzew dorastający do 4 m wysokości.
LiścieSą różnych kształtów na tej samej roślinie – często zarówno małe, jak i bardzo duże, skórzaste. Mogą być nagie, jak i owłosione, całobrzegie. Pozbawione są przylistków.
KwiatyZebrane w kwiatostanach, ułożone naprzemianlegle, naprzeciw podsadek. Kwiatostany posiadają pojedyncze, gęste kolce. Kwiaty małe lub średniej wielkości. Posiadają trwałe podsadki.
OwoceNiemięsiste, mogą być owłosione lub nagie. Owocolistki nie otwierają się samoczynnie, by wypuścić dojrzałe nasiona. Nasiona nie posiadają bielma. Zarodki są zróżnicowane. Nasiona posiadają 2(–8) liścienie.

## Biologia i ekologia
Roślina dwupienna. Jest mezofityczna (przystosowana do klimatu umiarkowanie wilgotnego) lub kserofityczna. Kwiaty są zapylane przez owady.

## Systematyka
Pozycja i podział rodziny według Angiosperm Phylogeny Website (aktualizowany system APG III z 2009)
Rodzaj z rodziny srebrnikowatych stanowiącej grupę siostrzaną dla platanowatych, wraz z którymi wchodzą w skład rzędu srebrnikowców, stanowiącego jedną ze starszych linii rozwojowych dwuliściennych właściwych. W obrębie rodziny rodzaj stanowi klad bazalny w plemieniu Persoonieae Rchb., 1828. Plemię to klasyfikowane jest do podrodziny Proteoideae Eaton, 1836
Wykaz gatunków
| - Conospermum acerosum Lindl. - Conospermum amoenum Meisn. - Conospermum boreale E.M.Benn. - Conospermum brachyphyllum Lindl. - Conospermum bracteosum Meisn. - Conospermum brownii Meisn. - Conospermum burgessiorum L.A.S.Johnson & McGill. - Conospermum caeruleum R.Br. - Conospermum canaliculatum Meisn. - Conospermum capitatum R.Br. - Conospermum cinereum E.M.Benn. - Conospermum coerulescens F.Muell. - Conospermum crassinervium Meisn. - Conospermum croniniae Diels ex Diels & E.Pritz. - Conospermum densiflorum Lindl. - Conospermum distichum R.Br. - Conospermum eatoniae Pritz. ex Diels & Pritz. - Conospermum ellipticum Sm. - Conospermum elongatum E.M.Benn. - Conospermum ephedroides Kippist ex Meisn. - Conospermum ericifolium Sm. - Conospermum filifolium Meisn. - Conospermum flexuosum R.Br. - Conospermum floribundum Benth. - Conospermum galeatum E.M.Benn. - Conospermum glumaceum Lindl. - Conospermum hookeri (Meisn.) E.M.Benn. | - Conospermum huegelii Endl. - Conospermum incurvum Lindl. - Conospermum leianthum (Benth.) Diels - Conospermum longifolium Sm. - Conospermum microflorum E.M.Benn. - Conospermum mitchellii Meisn. - Conospermum multispicatum E.M.Benn. - Conospermum nervosum Meisn. - Conospermum paniculatum E.M.Benn. - Conospermum patens Schltdl. - Conospermum petiolare R.Br. - Conospermum polycephalum Meisn. - Conospermum quadripetalum E.M.Benn. - Conospermum scaposum Benth. - Conospermum sigmoideum E.M.Benn. - Conospermum spectabile E.M.Benn. - Conospermum sphacelatum Hook. - Conospermum stoechadis Endl. - Conospermum taxifolium C.F.Gaertn. - Conospermum tenuifolium R.Br. - Conospermum teretifolium R.Br. - Conospermum toddii F.Muell. - Conospermum triplinervium R.Br. - Conospermum undulatum Lindl. - Conospermum unilaterale E.M.Benn. - Conospermum wycherleyi E.M.Benn. |